# 中つ国関連の記事の一覧
中つ国関連の記事の一覧（なかつくにかんれんのきじのいちらん）は、J・R・R・トールキンの架空の世界である中つ国に関連した項目をすべて羅列することを目的にしている。
人間やホビットは家名で配列している。たとえば、フロド・バギンズは「バギンズ, フロド」の項に配列している。またヌーメノールの王たちは王を意味する「タル＝」や「アル＝」を除いた名前で配列している。例えば、アル＝ファラゾーンは「ファラゾーン, アル＝」の項に配列している。
Category:中つ国関連のスタブに、J・R・R・トールキンの中つ国に関連した書きかけがあります。加筆、訂正をしてくださる協力者を求めています。ここに記事を加えるには、{{stub}}でなく、{{tolkienstub}}を使ってください。

## ア
- アイグノール
- アイゼンガルド
- アイヌア
- アイヌリンダレ
- アヴァリ
- アウレ
- アドゥーナイク
- アナイレ
- アマン
- アムラス
- アムロド
- アラゴルン
- アルウェン
- アルダ
- アルダの国々
- アルダの言語
- アルダの年表
- アルダの歴史
- アルノール
- アルノールの王たち
- アングバンド
- アングバンドの包囲
- アングマールの魔王
- アングロド
- アンドレス
- アンナイル

## イ
- イシルドゥア
- イスタリ
- イドリル
- イリメ
- イルーヴァタールの子ら
- イルマレ
- イルモ
- イングウェ
- インディス

## ウ
- ヴァラ
- ヴァリノール
- ヴァルダ
- ヴァンヤール
- ヴォロンウェ
- ウーマンヤール
- ウルク＝ハイ
- ウルモ

## エ
- エアルウェン
- エアレンディル
- エオウィン
- エオメル
- エオンウェ
- エクセリオン
- エダイン
- エルウェ
- エルダール
- エルフ
- エルフ語
- エルロス
- エルロンド
- エル・イルーヴァタール
- エレンディル
- エント

## オ
- 王の帰還
- オーク
- オルウェ
- オルクリスト
- オロドルイン
- オロドレス
- オログ＝ハイ
- オロメ
- 終わらざりし物語

## カ
- カラクウェンディ
- ガラドリエル
- カランシア
- ガンダルフ

## キ
- キーアダン
- キアス
- ギムリ
- ギャムジー, サムワイズ
- 共通エルダール語
- 共通テレリ語

## ク
- クウェンヤ
- クウェンディ
- グラムドリング
- クルフィン
- グロールフィンデル
- グロンド
- グワイヒア

## ケ
- ゲルミアとアルミナス
- ケレゴルム
- ケレブリーアン
- ケレブリンボール
- ケレボルン

## コ
- ゴクリ
- ゴスモグ (第三紀)
- ゴブリン
- ゴンドール
- ゴンドールの王たち
- ゴンドールの執政

## サ
- サウロン
- 裂け谷
- サラティ
- サルマン

## シ
- シェロブ
- 小ドワーフ
- シルヴァン・エルフ
- シルマリル
- シルマリルの物語
- シンダール
- シンダール語

## ス
- スマウグ
- スランドゥイル

## セ
- 西方語
- セオデン

## タ
- 第一紀
- 第三紀
- 第二紀
- ダゴール・ダゴラス
- 旅の仲間

## チ
- 力の指輪

## ツ
- 塚山出土の剣
- 角笛城の合戦
- つらぬき丸

## テ
- デネソール
- テレリ
- テングワール

## ト
- トゥアゴン
- 東夷
- ドゥーネダイン
- トゥオル
- トゥック, ペレグリン
- トゥーリン
- トゥルカス
- トールキン, クリストファ
- トールキン, J・R・R
- トロル
- ドワーフ
- ドワーフとオークの戦争
- ドワーリン

## ナ
- 中つ国
- 中つ国関連の記事のカテゴリー別一覧
- 中つ国関連の文献一覧
- 中つ国の河川
- 中つ国の種族・人種
- 中つ国の人物一覧
- 中つ国の正典
- ナルゴスロンド
- ナルシル
- ナンドール

## ニ
- 二つの木
- 人間

## ヌ
- ヌーメノール

## ネ
- ネアダネル
- ネオ・エルダリン
- ネオ・エルダリン文学

## ノ
- ノルドール

## ハ
- バギンズ, ビルボ
- バギンズ, フロド
- ハムール
- ハラド
- バラド＝ドゥーア
- バルログ
- 半エルフ

## ヒ
- 一つの指輪

## フ
- ファラスリム
- ファラゾーン, アル＝
- ファラミア
- ファルマリ
- フィナルフィン
- フィンウェ
- フィンゴルフィン
- フィンゴン
- フィンディス
- フィンロド
- フェアノール
- フェアノールの息子たち
- フオルン
- 二つの木
- 二つの塔
- ブランディバック, メリアドク
- ブリー村

## ヘ
- ベレン
- ペレンノール野の合戦

## ホ
- ホビット
- ホビット庄
- ホビットの冒険
- ボルジャー, フレデガー
- 滅びの山
- ボロミア
- ボンバディル, トム

## マ
- マイアール
- マイズロス
- マグロール
- マゾム
- 惑わしの島々
- マハタン
- マンウェ
- マンドス

## ミ
- ミスリル
- ミナス・ティリス
- ミナス・モルグル
- ミーリエル

## モ
- モリクウェンディ
- モルゴス
- モルドール

## ユ
- 指輪戦争
- 指輪の仲間
- 指輪の銘
- 指輪の幽鬼
- 指輪物語
- 指輪物語ロールプレイング

## ラ
- ライクウェンディ
- ラダガスト

## ル
- ルーシエン

## レ
- レゴラス

## ロ
- ロアーク
- ロード・オブ・ザ・リング
- ロード・オブ・ザ・リング/王の帰還
- ロード・オブ・ザ・リング/二つの塔
- ローハン
- ローハンの王たち
- ロスローリエン

## ワ
- 鷲

## カテゴリー
- Category:J・R・R・トールキン
- Category:中つ国
- Category:中つ国関連のスタブ

## テンプレート

### 系図
- Template:Elendil
- Template:Feanor
- Template:Fingolfin
- Template:Finwe
- Template:Galadriel
- Template:Half-elven

### 一覧
- Template:Ainur
- Template:History of Arda
- Template:Middle-earth